# Jeugdinformatie
Jeugdinformatie is informatie die betrekking heeft op de leefwereld van kinderen, tieners en jongeren en die:
- hen ondersteunt in ontwikkeling en verzelfstandiging
- een overzicht geeft van de verschillende mogelijkheden en kansen op een objectieve, accurate, volledige wijze
- hun maatschappelijke positie verstevigt
- op hen gericht is en op hun maat vertaald werd

Daarbij gebeurt informatieverstrekking zowel via ontsluiting van informatiedragers als via de dienstverlening van intermediairen.
Informatie is een recht dat erkend werd door de Universele Verklaring van de Rechten van de Mens, in de Conventie voor de Rechten van het Kind, in de Europese Conventie voor de Bescherming van de Mensenrechten en Fundamentele Vrijheden, en in een aanbeveling van de Europese Raad betreffende informatie en advies voor jongeren in Europa.

## De geschiedenis van jeugdinformatie
De aandacht die nu geschonken wordt aan jeugdinformatie heeft niet altijd bestaan. In de Middeleeuwen was er geen sprake van bewustzijn van een aparte kindertijd, puberteit en adolescentie. Wie ouder werd dan zes, en dat waren er door de hoge kindersterfte niet zoveel, was volwassen. Het is pas in de 16e, 17e en 18e eeuw dat er voor het eerst belangstelling komt voor kinderen als sociale groep. Aangepaste jeugdinformatie was toen echter nog ver te zoeken.
Vanaf de jaren 80 ontstaat in West-Europa meer en meer aandacht voor jeugdinformatie. Verschillende factoren liggen aan de oorsprong van dit nieuwe denken.
Ten eerste is de maatschappij geëvolueerd naar een kennis- en informatiemaatschappij. Nieuwe informatietechnologieën en communicatietechnieken worden geïntroduceerd waardoor informatie snel en in grote aantallen kan worden verspreid. Jonge mensen groeien op in een samenleving waarin ze dagelijks blootgesteld worden aan veel informatie. Deze evoluerende maatschappij heeft zeker zijn voordelen aangezien informatie toegankelijk wordt voor erg grote groepen. De informatiemaatschappij heeft echter ook haar keerzijde. Bepaalde groepen kinderen, tieners en jongeren worden op een systematische wijze van het enorme informatieaanbod uitgesloten. Er is sprake van ‘informatie-rijken’ en ‘informatie-armen’. De kloof tussen de ‘weters’ en ‘niet-weters’ blijft groeien.
Een tweede aspect dat maakt dat de aandacht voor jeugdinformatie in de jaren 80 groeide is het maatschappelijk individualiseringsproces. In vergelijking met vroegere generaties wordt er nu veel meer beroep gedaan op de individuele identiteit van kinderen, tieners en jongeren. De dominerende rol van ouders over hun kroost neemt af en kinderen, tieners en jongeren beslissen meer en meer voor zichzelf. Hierbij wordt raad of advies gevraagd aan de ouders, maar er wordt niet in hun plaats beslist. Kinderen, tieners en jongeren worden op deze manier geconfronteerd met een overvloed aan keuzes en beslissingen die zij autonoom en met respect voor hun eigen identiteit moeten maken.
Ten slotte is de erkenning van het recht op informatie, gewaarborgd door het Verdrag inzage de Rechten van het Kind, erg belangrijk geweest voor het erkennen van het belang van jeugdinformatie. Het verdrag werd in 1989 goedgekeurd door de Verenigde Naties en waarborgt de fundamentele rechten van kinderen en jongeren. Ondertussen is het Verdrag inzake de rechten van het kind het mensenrechteninstrument dat het meest wordt gerespecteerd. Het werd door nagenoeg elk land ter wereld geratificeerd, met uitzondering van Somalië en de Verenigde Staten. Het Verdrag bevat de burgerlijke, politieke, economische, sociale en culturele rechten van het kind in één document. Verder erkend het ook het recht op informatie.

## European Youth Information and Counselling Agency (ERYICA)
Een erg belangrijke speler in het jeugdinformatieveld is ERYICA (European Youth Information and Counselling Agency), een koepelorganisatie voor jeugdinformatievoorzieningen. ERYICA is een Europese non-profitorganisatie met bijna 30 leden uit verschillende landen. De leden zijn allemaal organisaties die kinderen en jongeren informeren, rechtstreeks of via lokale en regionale structuren. Deze leden komen geregeld samen om uitwisseling, vorming en kwaliteit van jeugdinformatie te bevorderen. Het Europees Charter Jongereninformatie, dat Eryica ontwikkelde, dient in heel wat landen als basis voor een nationaal, regionaal en/of lokaal jeugdinformatiebeleid. Het werd goedgekeurd op 19 november 2004 in Bratislava (Slovaakse Republiek) door de 15e Algemene Vergadering.

## Jongereninformatiepunt (JIP)
Een belangrijke plek binnen de gemeente waar een jongere heen kan in zijn zoektocht naar een antwoord op een vraag, is het jongereninformatiepunt (JIP). Het netwerk van jongereninformatiepunten werd in de jaren ’90 opgericht door vzw Delta om een goed informatieaanbod voor jongeren op lokaal niveau te verzekeren. Op dit moment wordt dit netwerk gecoördineerd door De Ambrassade. Jongereninformatiepunten zijn laagdrempelige en toegankelijke voorzieningen waar kinderen, tieners en jongeren met hun vragen terechtkunnen. Als het jongereninformatiepunt geen antwoord op de vraag kan geven, verwijzen zij de kinderen, tieners en jongeren door naar andere organisaties die hen wel verder kunnen helpen. Jongereninformatiepunten zijn meestal ingebed in jeugddiensten en jongerenadviescentra. Maar ook een jeugdhuis of een andere voorziening kan als jongereninformatiepunt door het leven gaan.